# Ruine Schiltach
Die Burg Schiltach, auch Landsehr oder Hohe Landesehr genannt, ist die Ruine einer Höhenburg auf 420 m ü. NN oberhalb der Stadt Schiltach im Schwarzwald im Landkreis Rottweil in Baden-Württemberg.

## Geschichte

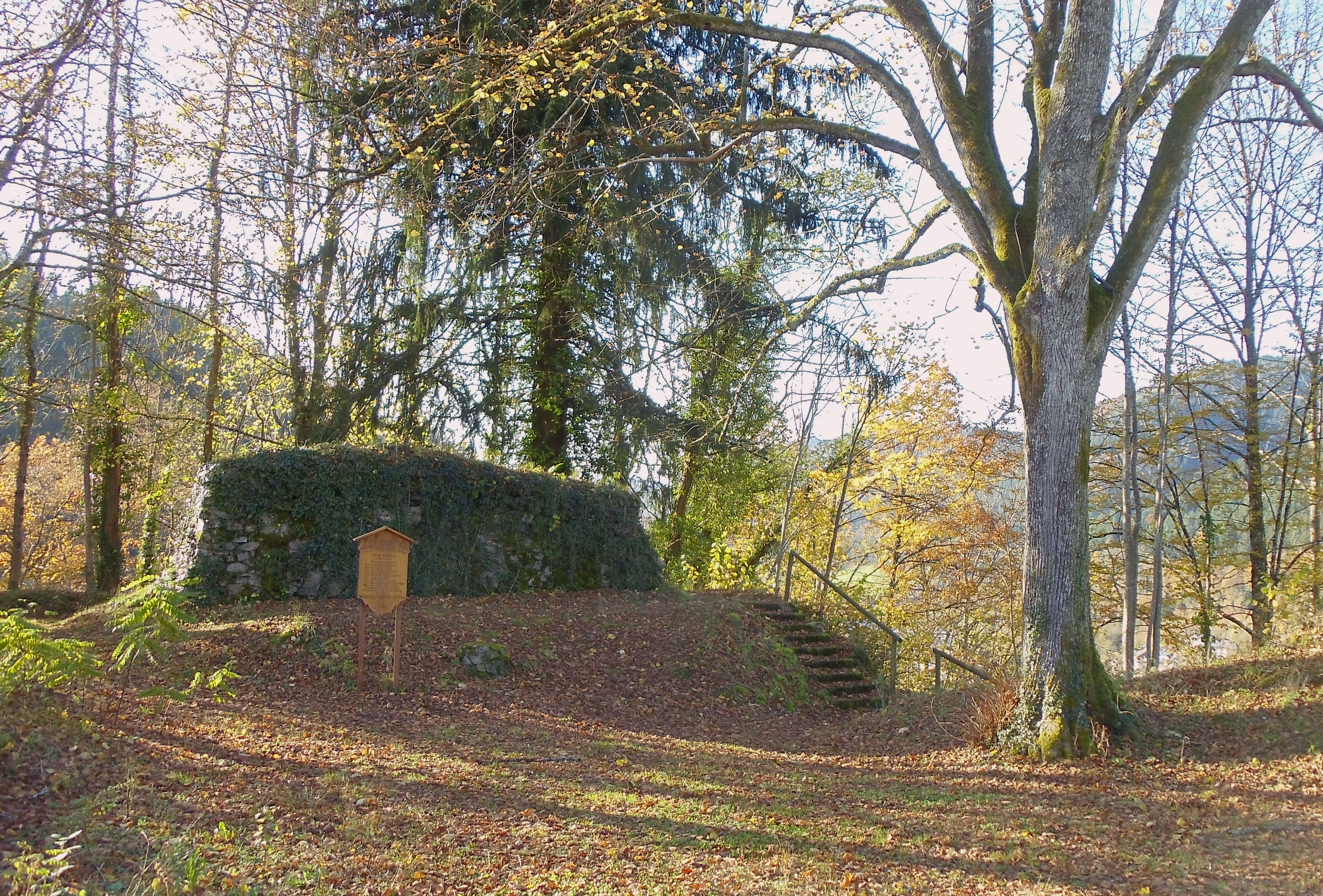
Mauerreste auf dem Schloßberg, oberhalb der Schiltacher Altstadt

Die genaue Entstehung der Burg ist unklar, sie wurde wahrscheinlich zusammen mit der unterhalb gelegenen Stadt Schiltach vor 1250 von den Herzögen von Teck erbaut. Ziel war es, mit der Stadt einen Versorgungsmittelpunkt herzustellen, welcher von der Burg aus verteidigt, verwaltet aber auch beherrscht wurde.
Vermutlich war Burg Schiltach außerdem Teil einer Verteidigungslinie der Herzöge von Teck zur Überwachung und Sicherung des Schiltachtales, zusammen mit der Klingenburg und der Burg Schilteck.
Durch Erbschaft kam die Burg nebst Stadt 1371 an den Neffen des verstorbenen Hermann von Teck, Konrad VII. von Urslingen.
Im Jahre 1381 verkauften die Urslinger die Burg an die Grafen von Württemberg. Da Schiltach der Außenposten von Württemberg war, musste die Burg zur Landesverteidigung herhalten und beherbergte ständig Truppen. Nach 1700 wurde die Burg, stellenweise auch Schloss oder Feste Hohe Landesehr genannt, zunehmend baufällig durch die ständigen Truppeneinlagerungen. 1733 wurde sie durch den Schwäbischen Kreis wieder instand gesetzt.
1747 wurden aber erneut dringende Reparaturen dem Amt in Hornberg gemeldet. Da inzwischen Friedenszeiten eingekehrt waren und die Burg nicht mehr gebraucht wurde, stimmte der Herzog letztendlich für den Abbruch aller brauchbaren Baumaterialien von der Burg und Verkauf derselben.
Ab 1749 wurden Holz, Fenster, Öfen und Türen entfernt und versteigert. 1760 fanden weitere Versteigerung von Ziegeln und Holzwerk statt. Am Mauerwerk durfte aber nichts verändert werden. Der Erlös aus der Versteigerung von 1760 wurde dazu verwendet, den Schlossturm und das Zollhaus zu reparieren.
Der Stadtbrand von 1791 führte dazu, dass die Bürger zum Wiederaufbau ihrer Häuser Steine aus den Schlossmauern brachen. Aufgrund von Unglücken beim Steinbrechen ließ man 1805 die Burgmauern bis zu den Fensteröffnungen abtragen.
1810 zum Großherzogtum Baden gekommen, stellte sich die Wasser- und Straßenbauinspektion Offenburg gegen ein weiteres Abtragen der Burg. Als jedoch 1826 ein weiteres Stück Mauer einstürzte, entschloss sich die Domänenverwaltung in St. Georgen dem Großherzog zu melden, dass ein Abbruch dringend nötig sei.
Der Großherzog stimmte zu, die Burgruine wurde von 1829 bis 1830 bis auf die Fundamente und wenige Mauerreste, vor allem auf der Südseite, abgetragen.

## Baubeschreibung
Sehenswert ist die Holzbrücke über dem Halsgraben zur Burg, wo früher die Zugbrücke stand, mit schöner Aussicht über die Altstadt von Schiltach. Auf dem Burgplatz laden Bänke innerhalb der Mauerreste zur Rast ein.
Im Museum am Markt steht eine Rekonstruktion der Burg.